# زینت‌السادات علویه همایونی
زینت السادات علویه همایونی (زاده: ۱۲۹۶ اصفهان-درگذشت دهم تیر ۱۳۹۵ اصفهان) فقیه و مجتهد معاصر شیعه است. وی از شاگردان بانو امین اصفهانی است. در سال ۱۳۹۰ همایشی با پیام رئیس جمهور ایران در تجلیل از فعالیت‌های وی برگزار گردید. وی همچنین اولین دانشجوی زن رشته الهیات در دانشگاه است که در سال ۱۳۴۳ در امتحان ورودی پذیرفته شد. وی در سال ۱۳۴۴ با امتیاز بانو امین اولین حوزه علمیه زنان در ایران را در اصفهان به نام مکتب فاطمه تأسیس کرد.
استادان وی به جز بانو امین، حیدر علی محقق، صدر کوپایی و اشنی قودجانی بودند.
وی در سال ۱۳۸۸ به عنوان چهره ماندگار انتخاب شد. علویه همایونی روز دهم تیر ۱۳۹۵ در سن ۹۹ سالگی درگذشت. پیکر او روز شنبه دوازدهم تیر ۱۳۹۵ پس از اقامه نماز میت توسط حسین مظاهری، در مسجد سید اصفهان تشییع و در امامزاده ابراهیم این شهر دفن شد.

## آثار
- زن مظهر خلاقیت الله
- نسیم ولایت
- عشق ذوی‌القربی
- سفرنامه
- زندگی‌نامه بانو امین
- ترجمه اربعین الهاشمیه (در حاشیه نمایشگاه کتاب اصفهان در سال ۱۳۸۹ رونمایی شد. این کتاب تألیف استادش بانو امین بوده‌است)[۱۲]
- ترجمه کتاب اسرارآلایات صدرالمتألهین شیرازی[۱۳]